# هانس أكرمان
هانس أكرمان (بالألمانية: Hans Ackermann ) (و. 1935 – م) هو فيزيائي، وأستاذ جامعي من ألمانيا .

## التعليم
تعلم في جامعة توبنغن

## مناصب وهيئات
أدار جامعة ماربورغ.

## جوائز
حصل على جوائز منها:
- صليب وسام الاستحقاق من جمهورية ألمانيا الاتحادية.